# Rien Bout
Marinus (Rien) Bout (Rotterdam, 28 januari 1937 - aldaar, 16 februari 2003) was een Nederlands beeldend kunstenaar, actief als schilder, tekenaar, graficus en academiedocent.

## Leven en werk
Rien Bout volgende een opleiding aan de Academie voor Beeldende Kunsten Rotterdam van 1953 tot 1957, waar hij les kreeg van o.a. Aart Glansdorp en Wim Zwiers. Hierna studeerde hij met een beurs nog een jaar aan de Koninklijke Academie voor Schone Kunsten van Antwerpen, waar hij les kreeg van A.M. Zarina.
Na z'n studie bleef hij enige tijd in Antwerpen, maar vestigde zich later in Rotterdam. Daar betrok hij begin jaren 1960 met zes andere andere schilders het patriciërshuis op Eendrachtsweg 17, dat op de nominatie stond gesloopt te worden. Hij bouwde al snel een naam op als portretschilder. Met vier van de schilders in z'n huis startte hij in 1964 de galerie E17.
Vanaf 1973 begon hij zelf les te geven aan de Koninklijke Academie van Beeldende Kunsten in Den Haag. Tot z'n studenten behoorde Jack de Deugd, Antoon Erftemeijer, Cora Euser, Diederik Gerlach, Rob Geyn, Bart-Jan Hooijkaas en Mieke van Ingen. In het jaar 1979 maakte hij een studiereis naar Mexico, waar hij les gaf aan de Escuola de Bellas Artes 'San Carlos' Mexico. In 1986 maakte hij een tweede studiereis naar Mexico.
Bout maakte werk in een figuratieve stijl, zowel portretten en landschappen als stillevens. Een van de eerste exposities van zijn werk in 1961 was in Galerie Scarabee in Rotterdam. In de jaren erop exposeerde hij bijna jaarlijks in de  Expositiezaal 'de Doelen' in Rotterdam. In 1969 werd hij lid van het BBK, in 1987 van het Pulchri Studio in Den Haag, in 1997 van de Haagse Kunstkring in Den Haag en in 1998 schreef hij zich in bij het C.B.K. Rotterdam.
In opdracht van de Gemeente Rotterdam vervaardigde Rien Bout eind jaren 1970 het "Rotterdamschilderij," een allegorische voorstelling van de geschiedenis van Rotterdam en bekende Rotterdammers. In opdracht van de Gemeente schilderde hij in 1981 ook een portret van Koningin Beatrix, die uiteindelijk in een tweede versie werd afgerond. Later in de jaren 1980 maakte hij nog een vergelijkbaar portret van de Koningin.
Bout exposeerde verder in binnen- en buitenland. In 2000 werd hij in Monaco onderscheiden met een prestigieuze Unescoprijs.